# Marquez (Teksas)
Marquez – miasto w Stanach Zjednoczonych, w stanie Teksas, w hrabstwie Leon.